# Nezim Ibrahim Frakulla
Nezim Ibrahim Frakulla - znany też jako Nezim Berati i Ibrahim Nezimi (ur. 1680 Frakull koło Fieru  – zm. 1760 w Stambule) – albański poeta.

## Życiorys
Większość życia spędził w Beracie, które w okresie jego życia było ważnym ośrodkiem kultury islamskiej. Ukończył medresę w Beracie, a następnie studiował w Stambule, gdzie powstały też jego pierwsze utwory pisane w języku tureckim. W 1731 r. powrócił do Beratu, gdzie był jednym z wyróżniających się poetów. W latach 1731–1735 powstało najwięcej jego utworów, w tym dywan, liczący 110 wersów. Należał do tzw. Bejtexhinj - albańskich pisarzy związanych z tradycją islamską, piszących w dialektach albańskich, ale przy użyciu arabskiego alfabetu. Frakulla był także autorem mini-słownika albańsko-tureckiego. Wrogo do niego nastawiony mufti Beratu zmusił go do wyjazdu z miasta. Mieszkał przez pewien czas w Elbasanie, potem był internowany w Besarabii. Zmarł w więzieniu stambulskim.